# Crotalaria longithyrsa
Crotalaria longithyrsa är en ärtväxtart som beskrevs av Baker f.. Crotalaria longithyrsa ingår i släktet sunnhampor, och familjen ärtväxter. Inga underarter finns listade i Catalogue of Life.